# Prozor (Otocsán)
Prozor falu Horvátországban Lika-Zengg megyében. Közigazgatásilag Otocsánhoz tartozik

## Fekvése
Zenggtől légvonalban 35 km-re, közúton 50 km-re délkeletre, községközpontjától 5 km-re délkeletre a Gacka völgyében a Kis-Kapela és a Velebit hegység között az A1-es autópálya mellett fekszik.

## Története
Területe már a késő bronzkorban és a korai vaskorban lakott volt. A japod kultúra számos emléke, borostyánkő ékszerek, bronz díszek, fegyverek, használati tárgyak kerültek elő a területén. A közelében a Veliki Vital hegyen állt az i. e. 6. században „Arupium” a japodok egyik legnagyobb erődje. Egy nagy japod nekropolisz (76 feltárt sírral), valamint több kőtöredék, mozaik maradvány, síremlék, szarkofág, került itt elő a római korból.
A horvát állam kialakulása idején Prozor környékén feltételezik Borna (810 - 821) az egyik első horvát fejedelem székhelyét. II. András magyar király 1219-ben Gacka egész területét a templomosoknak adományozta, ám a rend nem sokáig tarthatta meg, mivel IV. Béla magyar király 1269-ben visszavette tőlük, Dubica birtokáért cserébe. A középkori Gacka területe 1290-ben lett a vegliai grófok, a későbbi Frangepánok birtoka, akik több várat építettek és erősítettek meg itt. Köztük volt Prozor vára is, melyet 1449-ben a birtokmegosztáskor említenek először, amikor Frangepán Zsigmond birtoka lett. Frangepán Zsigmond fő tartózkodási helye Otocsán vára volt, innen igazgatta birtokait. A család támogatta a templomok, kolostorok építését éppúgy mint a horvát kultúra és írásbeliség fejlődését. 1469-ben Mátyás király Zengget és a hozzá tartozó várakat köztük Prozort is elvette a Frangepánoktól és megalapította a zenggi kapitányságot. Ezzel lezárult Zengg aranykora, mely a család uralmához kötődött. A zenggi kapitányság a jövőbeni katonai határőrvidék közvetlen előzménye volt. A Gacko polje nagyobb várai Prozor, Otocsán mindvégig ellenálltak a török támadásoknak, az oszmán hódítók soha nem tudták elfoglalni őket. 1575 és 1600 között amikor Berlogot a török lerombolta már csak Prozor és Otocsán várai maradtak horvát kézen az egész gackai területen.
1619-ben a várat újra megerősítették és a végvárrendszer egyik legfontosabb láncszeme lett. 1623 szeptemberében egy hatezer fős török sereg vonult Otocsán alá, de a várat nem támadta meg. Ezután szeptember 24-én Prozor elfoglalását kísérelte meg de Frangepán Farkas és Gusić Zsigmond serege Zengg irányából felmentette. A török azonban nem nyugodott bele a kudarcba. Az október 3-ról 4-re virradó éjszaka újabb kísérletet tett a vár meglepetésszerű elfoglalására. Frangepán Farkas és Gusić Zsigmond azonban tudomást szerzett az akcióról. Amikor a török a vár alá érkezett Gusić a vár kapuján át váratlanul rárontott, Frangepán pedig lesből hátulról támadott teljesen szétszórva a török sereget.
A török veszély elmúltával a vár elveszítette jelentőségét, egy idő után végleg elhagyták, mára már rom. A település a katonai határőrvidék részeként 1746-tól az otocsáni határőrezredhez tartozott. Templomát 1794-ben építették, plébániáját 1807-ben alapították. Azelőtt az otocsáni plébániához tartozott. 1818-ban felépült a plébániaház is. 1881-ben megszüntették a katonai határőrvidékeket és integrálták őket a polgári közigazgatásba. 1857-ben 1302, 1910-ben 1261 lakosa volt. A trianoni békeszerződésig Lika-Korbava vármegye Otocsáni járásához tartozott. Ezt követően előbb a Szerb–Horvát–Szlovén Királyság, majd Jugoszlávia része lett.
Jugoszlávia felbomlása után 1991-ben a független Horvátország része lett. 1991 őszén Podum felől a szerbek tüzérsége lőtte a horvát többségű települést. Szeptember 17-én és december 31-én a templomot gránáttalálatok érték. A sérüléseket kijavították és a templomot 2003-ban szépen felújították. A falunak 2011-ben 896 lakosa volt.

## Lakosság
| Lakosság változása | Lakosság változása | Lakosság változása | Lakosság változása | Lakosság változása | Lakosság változása | Lakosság változása | Lakosság változása | Lakosság változása | Lakosság változása | Lakosság változása | Lakosság változása | Lakosság változása | Lakosság változása | Lakosság változása | Lakosság változása |
| ------------------ | ------------------ | ------------------ | ------------------ | ------------------ | ------------------ | ------------------ | ------------------ | ------------------ | ------------------ | ------------------ | ------------------ | ------------------ | ------------------ | ------------------ | ------------------ |
| 1857               | 1869               | 1880               | 1890               | 1900               | 1910               | 1921               | 1931               | 1948               | 1953               | 1961               | 1971               | 1981               | 1991               | 2001               | 2011               |
| 1.302              | 1.283              | 1.250              | 947                | 1.101              | 1.261              | 1.254              | 1.614              | 1.475              | 1.407              | 1.248              | 1.175              | 1.073              | 1.041              | 935                | 896                |

## Nevezetességei
- Prozor várának romjai a Gacka folyótól keletre a falu közepén emelkedő Prozorina nevű magaslaton találhatók. Valószínűleg a Frangepánok építették a 13. vagy a 14. században. A 17. században megerősítették és a végvári vonal egyik fontos vára lett. Később jelentőségét elvesztve sorsára hagyták, azóta rom. A alaprajza fennmaradt Martin Stier német hadmérnök „Vermehrte und verbesserte Landkarten des Königreichs Ungarn” című 1684-ben Nürnbergben kiadott művében. Ebből kitűnik, hogy a vár négyszögletes alaprajzú volt, egyik sarkán egy hengeres, átellenes sarkán pedig egy négyzetes toronnyal. A vár kapuját egy kisebb torony védte. Stier nagy stratégiai értéket tulajdonított a várnak, amely szerinte bármilyen tüzérségnek ellen tudott állni kivéve egy nagyobb, összevont haderő támadását. Egyúttal javaslatot tett a tetőzet és a küzdőfolyosók átépítésére, valamint a tornyok megerősítésére. A várból mára csekély romok maradtak, melyek helyenként még emeletnyi magasságban állnak, azonban a vár egykori formája már nem kivehető.
- A Szent Kereszt Felmagasztalása tiszteltére szentelt katolikus templomát[4] 1794-ben építették. Mai formáját 1879-ben nyerte el amikor hosszabbították és új harangtornyot építettek hozzá. A honvédő háború idején gránáttalálatok érték. 2003-ban megújították.
- Az Otocsán - Gospić útról a Gacka-mezőre vezető út mentén, két mezei út között, az Oltar - Kraljev stolac nevű helyen egy bokrokkal körülvett helyen Mithrász-szentély maradványai találhatók. A Tauroctoniát (bikaáldozatot) egy félköríves, a természetes kősziklából kifaragott fülkében domborművel ábrázolják. A bikaáldozat szokásos ábrázolásának egy része maradt meg az eredeti  domborműtől. A tauroctonia megjelenésében gyakori egyéb elemek közül a kutya látható itt. A bika feje fölött Luna mellszobra, valamint a dombormű bal oldalán Solo teljesen elkopott mellszobra található. A központi domborművet a fáklyavivők ábrázolása szegélyezi.[5]